# Myrcia crassimarginata
Myrcia crassimarginata es una especie de  planta con flor en la familia de las Myrtaceae. 

## Distribución y hábitat
Es endémica de Perú. Tiene amenaza de extinción, por pérdida de hábitat. Árbol solamente visto de la colección tipo, del noroccidente de Loreto. Subpoblaciones están representadas en la Zona de Reserva Santiago-Comaina.

## Taxonomía
Myrcia crassimarginata fue descrita por Rogers McVaugh y publicado en Fieldiana, Botany 29(3): 190. 1956.